# Prusewo
Prusewo (kaszb. Prësewò, niem. Prüssau) – osada kaszubska w Polsce położona w województwie pomorskim, w powiecie puckim, w gminie Krokowa na zachód od jeziora Żarnowieckiego.
Pierwszy dokument, w którym wymieniona jest wieś, pochodzi z 1342. Wieś królewska Prusowo położona była w drugiej połowie XVI wieku w powiecie puckim województwa pomorskiego. W latach 1975–1998 miejscowość administracyjnie należała do województwa gdańskiego.
W pobliżu wsi znajduje się przystanek kolejowy Prusewo, będący częścią nieczynnej linii kolejowej Wejherowo-Choczewo-Lębork.

## Zabytki
- zabytkowy dwór; parterowy, kryty dachem mansardowym z lukarnami. Główne wejście umieszczone centralnie w portyku in antis z czterema kolumnami doryckimi pod piętrowym szczytem. Po bokach skrzydła wysunięte ku przodowi. Od 2006 roku w budynku dworu funkcjonuje hotel oraz restauracja „Sześć Dębów”[6].
- zabudowania folwarczne z początku XX wieku[7].